# Gaudeamus
Gaudeamus – a temesvári Piarista Líceum diákjainak magyar nyelvű, majd román oldalakkal bővített folyóirata (1946–1947). Bánsági és erdélyi iskolákban s az Magyar Népi Szövetség (MNSZ) támogatásával munkás és földműves fiatalok között is terjesztették. 
Szerkesztette Bodor Pál. Közreműködött többek közt Deák Tamás, Farkas János, Kapusy Antal, Kovács Ferenc, Majtényi Erik, Márki Zoltán, Salló Ervin, Szász János, Petru Vintilă. A temesvári magyar nyelvű 2. számú Líceum Juventus c. folyóirata a Gaudeamus folytatásának tekinti magát.